# Roger Planchon
Roger Planchon (Saint-Chamond, 1931. szeptember 12. – Párizs, 2009. május 12.) francia rendező, színész, forgatókönyvíró, drámaíró, színházigazgató.

## Életpályája
Szülei: Émile Planchon és Augusta Nogier voltak. 1947-1949 között banktisztviselőként dolgozott. 1951-ben megalapította első társulatát és színházát Lyonban. 1953-ban szintén Lyonban a Théátre de la Comédiet társigazgatója lett. 1957-ben költözött át Lyonba. 1957-1972 között a villeurbanne-i városi színház társigazgatója volt Patrice Chéreau-val. 1962 óta saját darabjait is rendezte és játszotta. 
1972-2005 között a lyoni Théátre National Populire igazgatója volt. 1987-től a Molière Alapítvány elnöke volt. 1990-ben megalapította a Rhone-Alpes Cinémát. 2002-ben létrehozott egy filmstúdiót, Studio 24 néven. Ettől az évtől kezdve az Európai Színházi Unió tiszteletbeli tagja volt. 2009. május 12-én hunyt el Párizsban; szívroham következtében.

## Színházi rendezései
- William Shakespeare: IV. Henrik
- William Shakespeare: Troilus és Cressida
- William Shakespeare: III. Richárd
- Molière: Dandin György
- Molière: Tartuffe
- Molière: Don Juan
- Marivaux: A szerelem második meglepetése
- Racine: Bérénice
- Racine: Athalie

## Filmjei

### Színészként
- Egy halálraítélt megszökött (1956)
- Molière (1978)
- Az 51-es dosszié (1978)
- Martin Guerre visszatér (1982)
- A törvényes erőszak (1982)
- Danton (1983)
- A hetedik célpont (1984)
- Dandin (1987) (rendező és forgatókönyvíró is)
- Lajos, a gyermekkirály (1992) (rendező és forgatókönyvíró is)
- Lautrec (1997) (rendező és forgatókönyvíró is)

## Művei
- La remise (1961)
- Patte blanche (1965)
- Bleus, blancs, rouges ou les Libertins (1967)
- Dans le vent (1968)
- L’infâme (1969)
- La langue au chat (1972)
- Le cochon noir (1973)
- Gilles de Rais (1976)
- Fragile Forêt (1991)
- Le radeau de la méduse (1995)
- L’avare (2001)